# Marco (Animorphs)
Marco es un personaje de la serie de ficción Animorphs, escrita por K. A. Applegate. Su apellido nunca se menciona en los libros.

## Características
Marco es el comediante del grupo y el inventor del nombre "Animorphs".  Es latino. Suele ser algo despiadado, pero resulta un buen estratega. También  es bastante engreído, y a veces se menciona a él mismo como el "guapo" de los Animorphs. El y Jake son mejores amigos desde pequeños.

## Familia
- Peter es el padre de Marco. Luego de la muerte de su esposa perdió el deseo de vivir, y aunque su jefe le dio tiempo, no se recuperó y perdió el empleo. Sin embargo, en uno de los primeros libros de la serie, comienza a recobrar los ánimos y es contratado por una empresa de computación.
- Eva es la madre de Marco. Se la creyó muerta hasta El Depredador, cuando Marco descubre que, en realidad, ella seguía viva como controladora del yeerk Visser One. Durante la serie, Marco debe decidir muchas veces si asesinarla o dejarla vivir para intentar liberarla. Recién en La Revelación, ella es liberada y el padre de Marco es informado acerca de la invasión, convirtiéndose en la primera persona cercana a los Animorphs en enterarse.

## Formas
- Gorilla ("Big Jim", forma de batalla preferida)
- Águila pescadora (forma aérea preferida)
- Lobo
- Trucha
- Delfín
- Gaviota
- Langosta
- Hormiga
- Cucaracha
- Mosca
- Ratón
- Termita
- Búho de Virginia
- Mofeta
- Setter irlandés
- Araña lobo
- Murciélago
- Mono araña (no puede usarla: adquirida en el hoyo sario)
- Jaguar (no puede usarla: adquirida en el hoyo sario)
- Llama
- Caballo de carreras
- Loro
- Tiburón martillo
- Topo
- Mosquito
- Leeran
- Tyrannosaurus rex (no puede usarla: adquirida en el hoyo sario)
- Cobra real ("Spawn")
- Pulga
- Rinoceronte
- Oso hormiguero
- Foca
- Oso polar ("Nanook")
- Calamar gigante
- Chimpancé
- Anguila
- Humano ("Mr. Grant")
- Cabra montés
- Ardilla
- Cacatúa ninfa
- Caniche ("Euclid")
- Orca ("Swoosh")
- Guepardo
- Abeja
- Hork-Bajir
- Castor
- Pastor alemán ("Champ")
- Azulón
- Humano (Gobernador)

- Datos: Q255372